# Pseudoides
Pseudoides is een geslacht van kevers uit de familie bladkevers (Chrysomelidae).
De wetenschappelijke naam van het geslacht werd in 1892 gepubliceerd door Martin Jacoby.

## Soorten
- Pseudoides apicalis (Kimoto, 2000)
- Pseudoides capito (Weise, 1889)
- Pseudoides flavicollis (Jacoby, 1903)
- Pseudoides flavovittis (Motschulsky, 1858)
- Pseudoides occipitalis (Laboissiere, 1940)
- Pseudoides pectoralis (Laboissiere, 1933)
- Pseudoides punctutaltus (Weise, 1889)
- Pseudoides similis (Chen, 1942)
- Pseudoides suturalis (Gressitt & Kimoto, 1963)
- Pseudoides tibialis (Chen, 1942)